# ويليام أورفيل أيريس
ويليام أورفيل أيريس (بالإنجليزية: William Orville Ayres)‏ هو طبيب وعالم حيوانات أمريكي، ولد في 11 سبتمبر 1817 في نيو كانان في الولايات المتحدة، وتوفي في 30 أبريل 1887.